# Shogo Kobara
Shogo Kobara (født 2. november 1982) er en tidligere japansk fodboldspiller.
Han har spillet for flere forskellige klubber i sin karriere, herunder Yokohama F. Marinos, Vegalta Sendai, Montedio Yamagata, Ehime FC og Avispa Fukuoka.